# 'Abd ul-Qadir Marâghî
'Abd ul-Qadir Marâghî (in persiano عبدالقادر مراغی‎; Maragheh, 1353 – Herat, 1435) è stato un compositore, poeta e calligrafo persiano.
Fu il più importante teorico musicale della Persia. Scrisse alcuni trattati teoretici fondamentali come Jameʻ аl-alḥān ("Collezioni delle melodie"), Maqāsid аl-alḥān ("Lo scopo delle melodie"), Laḥniya ("La melodia"), Šarḥ-i Adwār ("Commentario ai Cerchi") e Fawāīd-i‘ašara ("Dieci conclusioni").
Contribuì allo sviluppo della letteratura persiana, nonostante conoscesse il turco essendo nato nell'Azerbaigian meridionale. I suoi trattati sono una pregiata fonte per lo studio della musica in Azerbaigian e nei paesi turchi dell'Asia centrale.

## Biografia
Marâghî visse ai tempi delle dinastie turco-mongole dei Jalayridi e dei timuridi. Le città in cui visse furono la natia Maragheh, Tabriz, Ardabil, Baghdad, Kerbela, Samarcanda, Xuçand e Herat. La più importante fonte sulla sua vita e sulle sue composizioni è la sua Autobiografia scritta in versi. Altre informazioni sul suo conto sono raccolte nei trattati medievali di Abdulaziz e Mahmud Maraghi, Fatullah Shirvani, Abdurrahman Jami, Darwesh ‘Ali Changi e altri autori vissuti fino al XIX secolo, nonché in cronache storiche e letterarie di autori come Khondamir, Al-Isfizari, Sharaf al-Din Ali Yazdi e Abd al-Razzaq Samarqandi.
La sua carriera iniziò come musicista alla corte di Shaykh Uways Jalayir a Tabriz, sebbene alcuni autori contestino questa informazione ritenendo Marâghî troppo giovane all'epoca. Il fatto è comunque menzionato nell'autobiografia dell'autore e in un decreto elogiativo del sultano, per il quale Marâghî eseguì complicati ghazal e naubat.
Per Shaykh Husayn Jalayr compose una suite di 30 naubat, ognuno dei quali composto per ogni notte del Ramadan. Fu poi capo ministro del sultano Ahmed Jalayr. Dopo la conquista timuride di Baghdad si spostò a Samarcanda, poi a Tabriz, dove frequentò la corte di Miran Shah, figlio di Tamerlano. Tornò a Baghdad dal suo sultano Ahmed, prima di ritrasferirsi a Samarcanda dopo l'altra presa timuride della città irachena.

## Opere
Il suo primo trattato Kanz аl-alḥān ("Il tesoro delle melodie") è andato perduto e raccoglieva i testi musicali in abjad di tutte le sue composizioni scritte prima del Jameʻ аl-alḥān. Tra queste si menzionano 20 cicli ritmici da lui inventati e i 30 naubat (o naubat-e murattab, "alternato consecutivo"), un tipo di composizione vocale-strumentale di 5 parti basata su ritmi come Fakhti e Zarbeyin.
Presso la corte di Shah Rukh a Herat scrisse i più importanti trattati come Jāmiʿ al-alḥān  e Maqāṣid al-alḥān, nonché un commentario sul Kitāb al-Adwār  di Safi al-Din al-Urmawi. In queste tre opere descrisse 43 strumenti musicali provenienti da tutta l'Asia, nonché sette nuovi cicli ritmici basati sulle sue composizioni. I suoi trattati sono gli unici a descrivere alcuni strumenti musicali turchi come il tanburi torki (o mongoli), il balaban, il chabchig, il nai-chavur, il buk e lo yatagan.

### Ilnaubat-e murattab
Ai tempi di Marâghî il naubat era composto da 4 parti. Egli decise di creare una nuova versione aggiungendo una parte in più per evitare la forma quadratica. Questa idea si rivelò fondamentale per lo sviluppo del dastgah. Durante la permanenza alla corte di Shaykh Husayn Jalayr gli studiosi come Haje Raziaddin Tebrizi ritenevano che il naubat-e murattab fosse difficile da comporre e che richiedesse molto tempo. Marâghî riuscì a comporre ogni brano del naubat-e murattab per ogni notte del Ramadan, aggiungendo anche una quinta parte che chiamò Mustazad ("aggiunta"). Come ricompensa ricevette dal sultano 100.000 dinari d'oro e sposò la figlia di Haje Raziaddin.
L'episodio divenne così popolare che nel 1378 Marâghî venne chiamato ad Ardabil presso il majilis di Hace Sadreddin ibn Sheikh Safi, dove suonò i maqam huseyni e hijaz con il kasat.
Il naubat-e murattab era composto dal qaul (un genere musicale in arabo), dal ghazal (con struttura simile al primo ma in persiano), dal tarane ("melodia", fa uso delle quartine rubaʿi), dal forudasht ("discendente") e dal mustazad ("aggiunta", comprende 12 maqam e 6 avaz).